# Uganda miniszterelnökeinek listája
Uganda kormányfőinek listája:
| Sorszám                                                     | Elnök neve           | Hivatalba lépésének ideje | Hivatalból távozásának ideje | Párt                         | Kép |
| ----------------------------------------------------------- | -------------------- | ------------------------- | ---------------------------- | ---------------------------- | --- |
| 1                                                           | Benedicto Kiwanuka   | 1962. március 1.          | 1962. március 30.            | Demokrata Párt               |     |
| 2                                                           | Milton Obote         | 1962. április 30.         | 1966. április 15.            | Ugandai Népi Kongresszus     |     |
| Poszt megszüntetve (1966. április 15. – 1980. december 18.) |                      |                           |                              |                              |     |
| 3                                                           | Otema Allimadi       | 1980. december 18.        | 1985. július 27.             | Ugandai Népi Kongresszus     |     |
| 4                                                           | Paulo Muwanga        | 1985. augusztus 1.        | 1985. augusztus 25.          | Független                    |     |
| 5                                                           | Abraham Waligo       | 1985. augusztus 25.       | 1986. január 26.             | Független                    |     |
| 6                                                           | Samson Kisekka       | 1986. január 30.          | 1991. január 22.             | Nemzeti Ellenállási Mozgalom |     |
| 7                                                           | George Cosmas Adyebo | 1991. január 22.          | 1994. november 18.           | Nemzeti Ellenállási Mozgalom |     |
| 8                                                           | Kintu Musoke         | 1994. november 18.        | 1999. április 5.             | Nemzeti Ellenállási Mozgalom |     |
| 9                                                           | Apolo Nsibambi       | 1999. április 5.          | 2011. május 24.              | Nemzeti Ellenállási Mozgalom |     |
| 10                                                          | Amama Mbabazi        | 2011. május 24.           | 2014. szeptember 18.         | Nemzeti Ellenállási Mozgalom |     |
| 11                                                          | Ruhakana Rugunda     | 2014. szeptember 18.      | 2021. június 21.             | Nemzeti Ellenállási Mozgalom |     |
| 12                                                          | Robinah Nabbanja     | 2021. június 21.          | hivatalban                   | Nemzeti Ellenállási Mozgalom |     |